# Fabryka Maszyn Rolniczych Agromet w Brzegu

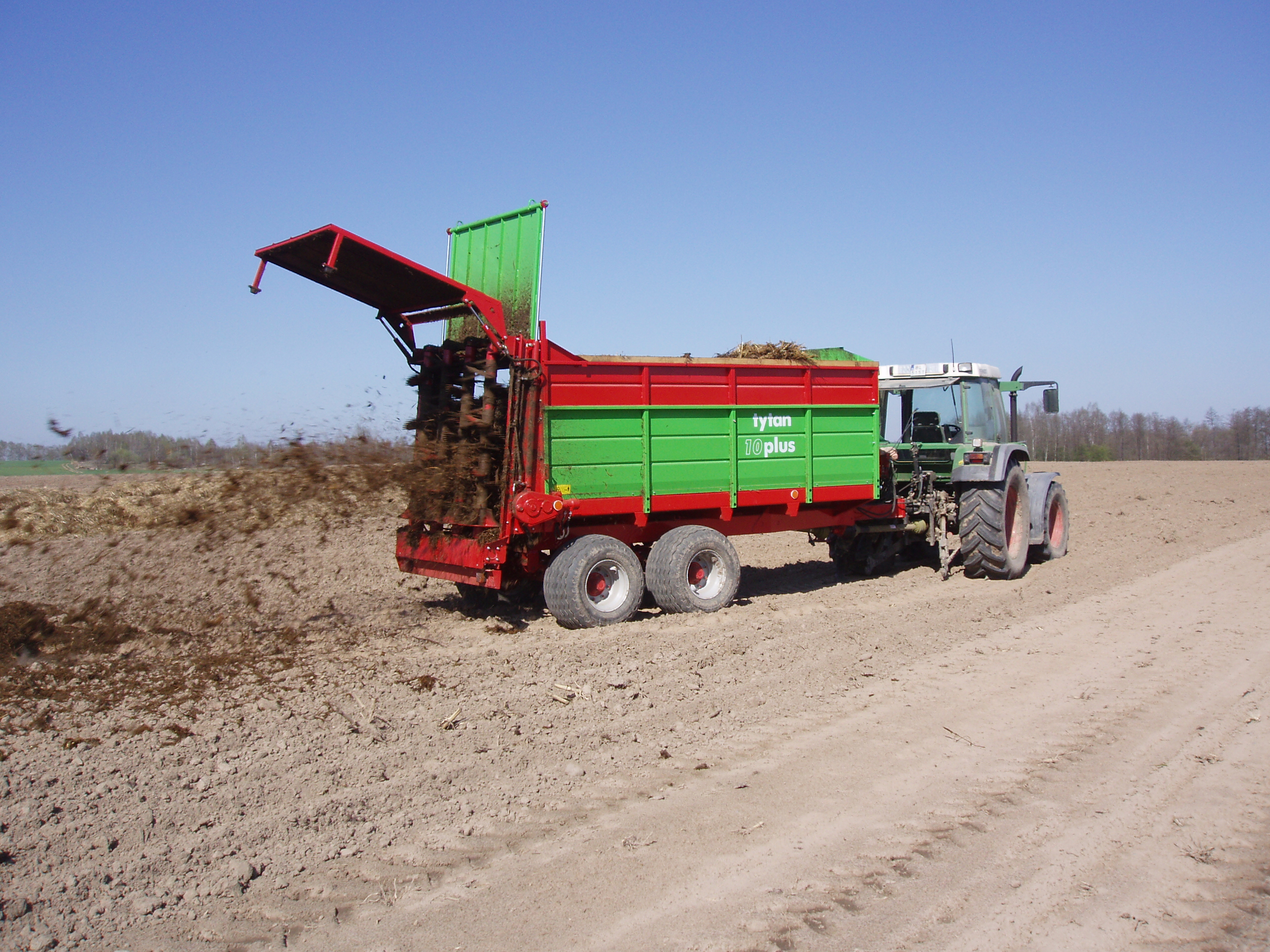
Rozrzutnik obornika Tytan 10 plus wyprodukowany w Brzegu podczas pracy

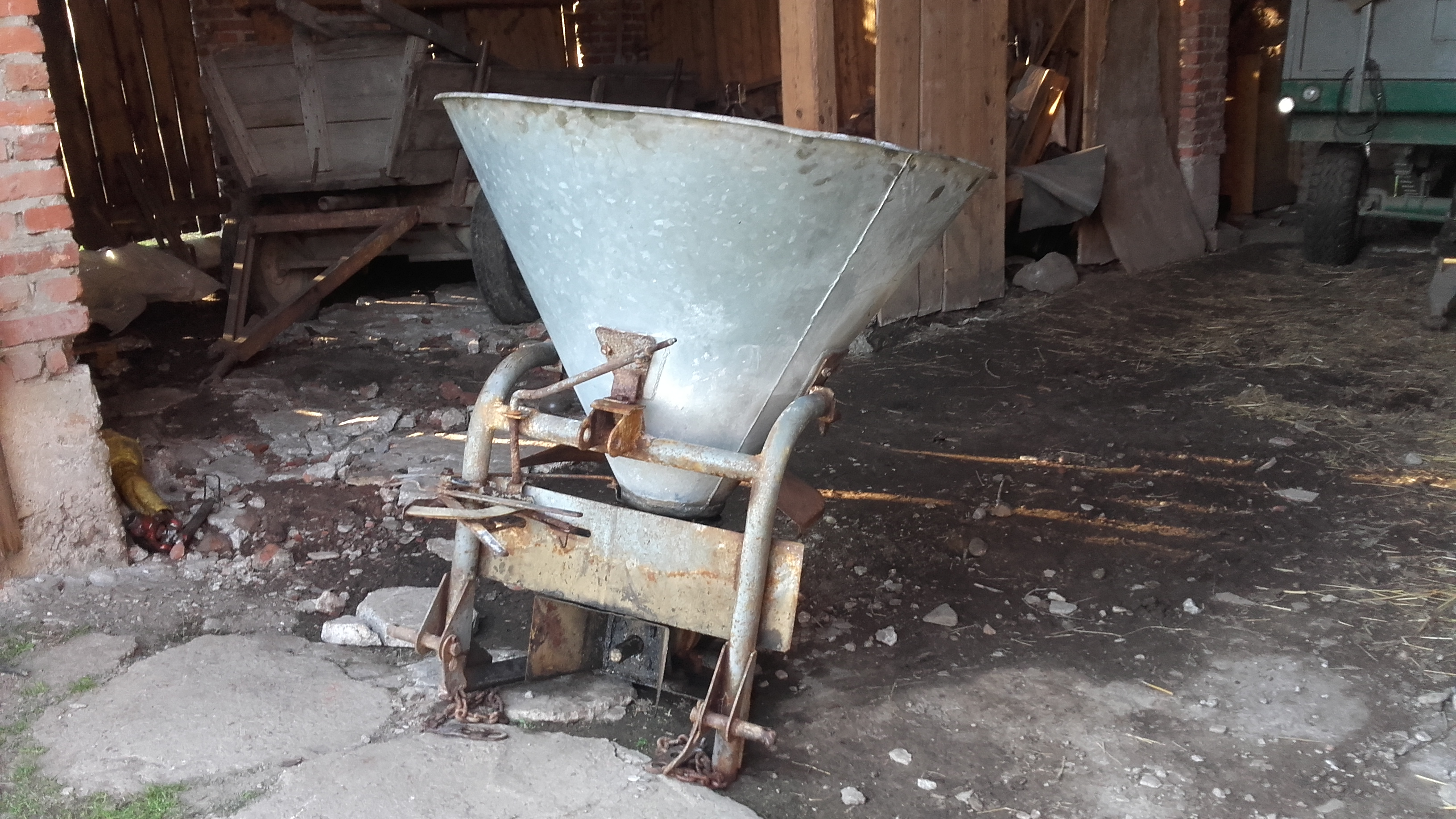
Rozsiewacz nawozu Agromet Brzeg RNZ NO12

Fabryka Maszyn Rolniczych „Agromet” Spółka z o.o. w Brzegu – polski producent maszyn rolniczych z siedzibą w Brzegu. Obecnie stanowi jeden z zakładów produkcyjnych Unia Group.

## Historia
Zarządzeniem Ministra Przemysłu Ciężkiego z dnia 31 sierpnia 1951 r. utworzono przedsiębiorstwo państwowe pod nazwą Fabryka Siewników w budowie w Brzegu z siedzibą przy ul. Władysława Łokietka 36. Przedsiębiorstwo w 1952 roku rozpoczęło odbudowę budynków byłej poniemieckiej Fabryki Kotłów i Maszyn Parowych Guttle i Spółka w Brzegu. Z dniem 13 lipca 1960 r. na podstawie Zarządzenia Nr 117 Ministra Przemysłu Ciężkiego przedsiębiorstwo połączono z Fabryką Maszyn Rolniczych w Lewinie Brzeskim, która stała się Zakładem nr 2.
Zarządzeniem Nr 12/Org/66 z dnia 16 marca 1966 r. Ministra Przemysłu Ciężkiego utworzono przedsiębiorstwo państwowe pod nazwą Fabryka Śrub w Lewinie Brzeskim przez co Fabryka Siewników utraciła swój dotychczasowy Zakład nr 2.
Zarządzeniem Ministra Przemysłu Maszynowego Nr 4/Org/73 z dnia 07.03.1973 przez połączenie Fabryki Sprzętu Rolniczego „Pionier” w Strzelcach Opolskich, Fabryki Siewników „Brzeg” w Brzegu oraz poprzez przejęcie Brzeskiej Fabryki Obrabiarek w Brzegu i utworzenie Samodzielnego Oddziału Inwestycyjnego powołano przedsiębiorstwo państwowe typu kombinat przemysłowy pod nazwą Fabryka Maszyn Rolniczych „Agromet”. Rolę zakładu wiodącego w kombinacie pełnił Zakład Maszyn do Zbioru Ziemniaków w Strzelcach Opolskich a brzeska fabryka stała się Zakładem Maszyn do Nawożenia Mineralnego w Brzegu.
W 1976 r. zarządzeniem Nr 34/Org/76 Ministra Przemysłu Maszynowego z dnia 18 marca zakład wydzielono z kombinatu tworząc przedsiębiorstwo państwowe pod nazwą „Agromet” Fabryka Maszyn Rolniczych w Brzegu. Zakład Elementów Specjalizowanych stanowił Wydział Produkcyjny nr 2 Zakładu Maszyn do Nawożenia Mineralnego.
W drugiej połowie 1999 r. przedsiębiorstwo państwowe zostało przekształcone w spółkę z ograniczoną odpowiedzialnością pod nazwą Fabryka Maszyn Rolniczych „Agromet” Spółka z o.o. w Brzegu. W 2003 r. weszła w skład Unia Group. W 2006 r. następuje zmiana nazwy na Agromet Pilmet Sp. z o.o. po przeniesieniu do Brzegu produkcji opryskiwaczy polowych i sadowniczych z zakładów Pilmet Wrocław.

## Produkty
- kultywator zawieszany U-422
- rozsiewacz ciągnikowy wapna typu RCW, RCW-3
- rozrzutniki obornika jednoosiowe 3,5 t z adapterem poziomym jednobębnowym A1H N-219/5, z adapterem poziomym dwubębnowym A2H N-219/6 RT-12 (N-244)
- rozsiewacze nawozów zawieszane typu RNZ N-012, N-029
- wozy paszowe H-223/1